# غلينوود (أركنساس)
غلينوود (بالإنجليزية: Glenwood, Arkansas)‏ هي مدينة تقع في الولايات المتحدة في أركنساس. يقدر عدد سكانها بـ 1,751 نسمة ومساحتها 15.5 كم2 وترتفع عن سطح البحر 171 متر.

## التركيبة السكانية
حدّد مكتب تعداد الولايات المتحدة بيانات التركيبة السكانية لغلينوود في تعداد الولايات المتحدة. في ما يلي، التركيبة السكانية حسب تعدادي 2000 و2010.

### تعداد عام 2000
بلغ عدد سكان غلينوود 1,751 نسمة بحسب تعداد عام 2000، وبلغ عدد الأسر 696 أسرة وعدد العائلات 446 عائلة مقيمة في المدينة. في حين سجلت الكثافة السكانية 75 نسمة لكل كيلومتر مربع (194.2/ميل2). وبلغ عدد الوحدات السكنية 772 وحدة بمتوسط كثافة قدره 33.1 لكل كيلومتر مربع (85.7/ميل2).
وتوزع التركيب العرقي للمدينة بنسبة 88.18% من البيض و1.03% من الأمريكيين الأفارقة و1.03% من الأمريكيين الأصليين و0.17% من الأمريكيين ذوي الأصول الآسيوية و8.79% من الأعراق الأخرى و0.80% من عرقين مختلطين أو أكثر و11.31% من الهسبانيون أو اللاتينيون من أي عرق.
بلغ عدد الأسر 696 أسرة كانت نسبة 31.6% منها لديها أطفال تحت سن الثامنة عشر تعيش معهم، وبلغت نسبة الأزواج القاطنين مع بعضهم البعض 47% من أصل المجموع الكلي للأسر، ونسبة 12.8% من الأسر كان لديها معيلات من الإناث دون وجود شريك،  بينما كانت نسبة 4.3% من الأسر لديها معيلون من الذكور دون وجود شريكة وكانت نسبة 35.9% من غير العائلات. تألفت نسبة 32.3% من أصل جميع الأسر من عدة أفراد يعيشون في نفس المنزل ونسبة 18.2% كانت تتألف من شخص يعيش بمفرده يبلغ من العمر 65 عاماً أو أكثر. وبلغ متوسط حجم الأسرة المعيشية 2.37، أما متوسط حجم العائلات فبلغ 2.97.
بلغ العمر الوسطي للسكان 40.9 عاماً. وكانت نسبة 23.3% من القاطنين تحت سن الثامنة عشر، وكانت نسبة 10% بين الثامنة عشر والرابعة والعشرين عاماً، ونسبة 22% كانت واقعةً في الفئة العمرية ما بين الخامسة والعشرين والرابعة والأربعين عاماً، ونسبة 19.8% كانت ما بين الخامسة والأربعين والرابعة والستين، ونسبة 19.1% كانت ضمن فئة الخامسة والستين عاماً فما فوق. يوجد لكل 100 أنثى 89.6 ذكر، ويوجد لكل 100 أنثى في الثامنة عشر من عمرها فما فوق 86.7 ذكر.
بلغ متوسط دخل الأسرة في المدينة 24,740 دولارًا، أما متوسط دخل العائلة فبلغ 32,829 دولارًا. وكان متوسط دخل الذكور 26,528 دولارًا مقابل 16,354 دولارًا للإناث. وسجل دخل الفرد الخاص بالمدينة 14,137 دولارًا. وكانت نسبة 17.2% من العائلات ونسبة 22.1% من السكان تحت خط الفقر، وكان من هؤلاء نسبة 28.5% تحت سن الثامنة عشر ونسبة 19.6% في الخامسة والستين من العمر وما فوق.

### تعداد عام 2010
بلغ عدد سكان غلينوود 2,228 نسمة بحسب تعداد عام 2010، وبلغ عدد الأسر 861 أسرة وعدد العائلات 581 عائلة مقيمة في المدينة. في حين سجلت الكثافة السكانية 95.4 نسمة لكل كيلومتر مربع (247.1/ميل2). وبلغ عدد الوحدات السكنية 992 وحدة بمتوسط كثافة قدره 42.5 لكل كيلومتر مربع (110.1/ميل2).
وتوزع التركيب العرقي للمدينة بنسبة 80.39% من البيض و0.18% من الأمريكيين الأفارقة و0.58% من الأمريكيين الأصليين و0.63% من الأمريكيين ذوي الأصول الآسيوية و0.04% من سكان جزر المحيط الهادئ و16.20% من الأعراق الأخرى و1.97% من عرقين مختلطين أو أكثر و22.08% من الهسبانيون أو اللاتينيون من أي عرق.
بلغ عدد الأسر 861 أسرة كانت نسبة 37.5% منها لديها أطفال تحت سن الثامنة عشر تعيش معهم، وبلغت نسبة الأزواج القاطنين مع بعضهم البعض 48% من أصل المجموع الكلي للأسر، ونسبة 15% من الأسر كان لديها معيلات من الإناث دون وجود شريك،  بينما كانت نسبة 4.5% من الأسر لديها معيلون من الذكور دون وجود شريكة وكانت نسبة 32.5% من غير العائلات. تألفت نسبة 29.7% من أصل جميع الأسر من عدة أفراد يعيشون في نفس المنزل ونسبة 15.4% كانت تتألف من شخص يعيش بمفرده يبلغ من العمر 65 عاماً أو أكثر. وبلغ متوسط حجم الأسرة المعيشية 2.52، أما متوسط حجم العائلات فبلغ 3.10.
بلغ العمر الوسطي للسكان 35.6 عاماً. وكانت نسبة 27.8% من القاطنين تحت سن الثامنة عشر، وكانت نسبة 9.3% بين الثامنة عشر والرابعة والعشرين عاماً، ونسبة 24.4% كانت واقعةً في الفئة العمرية ما بين الخامسة والعشرين والرابعة والأربعين عاماً، ونسبة 21.2% كانت ما بين الخامسة والأربعين والرابعة والستين، ونسبة 17.3% كانت ضمن فئة الخامسة والستين عاماً فما فوق. وتوزع التركيب الجنسي للسكان بنسبة 47.2% ذكور و52.8% إناث.

## أعلام
- كلارك دوك